# Атомик Сити
Атомик Сити (на английски: Atomic City) е град в окръг Бингам, щата Айдахо, САЩ. Атомик Сити е с население от 25 жители (2000) и обща площ от 0,3 km². Намира се на 1528 m надморска височина. ЗИП кодът му е 83215, а телефонният му код е 208.